# 威廉·奧里克三世
威廉·奧里克三世（William Horsley Orrick III，1953年5月15日—）是一名美国加利福尼亚州北部管区地区法院法官。他曾担任美国司法部民事司副助理总检察长。

## 背景
威廉在美国旧金山加利福尼亚于1953年5月15日出生。在1976年，他从美国耶鲁大学毕业，并获得文学士(拉丁榮譽學位)。 之后，他在美国波士顿大学法学院进修法律，并在1979年获得法律博士荣誉学位。 毕业后，他从1979年至1984年都在参与格鲁吉亚法律服务计划。
威廉在1984年加入旧金山Coblentz, Patch, Duffy & Bass LLP律师事务所 ，并在该事务所工作了二十五年，之后于1988年成为该事务所的合作伙伴之一。他在2009年6月担任美国司法部民事司助理总检察长顾问直到2010年6月。 之后在2010年，他担任司法部民事司副助理总检察长直到2012年。 在接受地区法院任命前，他暂时回到Coblentz, Patch, Duffy & Bass LLP律师事务所，担任特别顾问。
他的父亲(William H. Orrick, Jr.)，曾经担任北加利福尼亚州地区法院法官，并在肯尼迪政府时期担任美国司法部民事司助理检察长。他的叔叔(Andrew Downey Orrick)，曾经是美国旧金山证券和交易委员会代理主席。

## 联邦司法部服务履历
美国总统奥巴马在2012年6月11日提名威廉成为美国北加州地区法院法官，以填补前任法官Charles R. Breyer于2011年12月31日进入高龄休职状态所造成的空缺。参议院司法委员会2012年7月11日举行威廉的提名任职听证会。之后，该委员会在2012年8月2日向参议院提交报告。 参议院在2013年1月2日驳回总统对威廉的提名。之后在2013年1月3日，威廉被重新提名同一职务。他的提名由参议院司法委员会在2013年2月28日进行表决，并以11票支持至7票反对票，通过表决。 美国参议院在2013年5月15日正式通过他的提名并进行投票。投票表决结果为56票支持，41票反对。 他于2013年5月16日被任命为美国加州地区法院法官。

## 著名案例
2015年7月31日，威廉对国家堕胎联合会（National Abortion Federation）发布禁令，禁止其发布生育规划视频。 因为 “医疗发展中心”的影片显示在某些情况下，据信生育规划会成为某些非法出售胎儿组织的非法记录的掩护。威廉发出禁止令，他说，他之所以做出这个决定是由于担心国家堕胎联合会领导团队的人身安全。 威廉写道“由于单方面临时限制令，国家堕胎联合会将可能遭受无法弥补的伤害，如以某种形式的骚扰、恐吓、暴力、侵犯隐私权、信誉损害以及需要缓解公众压力”。 
威廉在2017年4月25日禁止川普政府扣留不与美国移民及海关执法当局合作的非法移民庇护城市的联邦拨款的13768号行政命令，并说道，川普没有权力对联邦支出添加新的条件。

## 竞选捐款
根据一个非盈利公民、消费者权利组织资料显示，威廉·奧里克三世就职于Coblentz Patch Duffy & Bass律师事务所时，他至少捐赠20万美元予奥巴马，并捐赠了30800美元给奥巴马的竞选委员会用于竞选的工作。